# Distrito electoral de Wood Lake (Nebraska)
Wood Lake (en inglés: Wood Lake Precinct) es un distrito electoral ubicado en el condado de Cherry en el estado estadounidense de Nebraska. En el Censo de 2010 tenía una población de 169 habitantes y una densidad poblacional de 0,2 personas por km².

## Geografía
Wood Lake se encuentra ubicado en las coordenadas 42°38′30″N 100°18′38″O / 42.64167, -100.31056. Según la Oficina del Censo de los Estados Unidos, Wood Lake tiene una superficie total de 834.83 km², de la cual 833.89 km² corresponden a tierra firme y (0.11%) 0.93 km² es agua.

## Demografía
Según el censo de 2010, había 169 personas residiendo en Wood Lake. La densidad de población era de 0,2 hab./km². De los 169 habitantes, Wood Lake estaba compuesto por el 97.63% blancos, el 0% eran afroamericanos, el 0.59% eran amerindios, el 0% eran asiáticos, el 0% eran isleños del Pacífico, el 0% eran de otras razas y el 1.78% pertenecían a dos o más razas. Del total de la población el 0% eran hispanos o latinos de cualquier raza.